# Apennijns Schiereiland
Het Apennijns Schiereiland is een van de grootste schiereilanden van Europa. Het is genoemd naar de Apennijnen, de bergketen die het gebied over zijn hele lengte doorloopt. Op dit schiereiland bevinden zich een groot deel van Italië, plus de miniatuurstaten San Marino en Vaticaanstad.
Het is ook bekend als:
- Italiaans schiereiland, naar het land Italië (gewoonlijk enkel in de context na het Risorgimento)
- Italisch schiereiland, naar het Italische en Italiaanse taalgebied (context voorafgaand aan het Risorgimento)

Daarnaast heeft het schiereiland door zijn vorm de bijnaam "de Laars"). Met name drie kleinere schiereilanden dragen bij aan de karakteristieke laarsvorm: Calabrië als de neus, Salento als de hak, en Gargano als de spoor.
Ten zuidwesten van het schiereiland bevindt zich de Tyrreense Zee, ten noordoosten de Adriatische Zee en ten zuidoosten de Ionische Zee, die allen deel uitmaken van de Middellandse Zee. De Povlakte vormt de noordelijke begrenzing.
Het Apennijns Schiereiland omvat de regio's Toscane, Marche, Lazio, Umbrië, Abruzzen, Molise, Campanië, Basilicata, Apulië en Calabrië. Het heeft een oppervlakte van ongeveer 130.000 km² (43% van de oppervlakte van Italië) en telt ongeveer 26 miljoen inwoners (42% van de Italiaanse bevolking).